# بارنابي كونراد الثالث
بارنابي كونراد الثالث (بالإنجليزية: Barnaby Conrad III)‏ هو رسام أمريكي، ولد في 1952 في سان فرانسيسكو في الولايات المتحدة.